# Michael Ramsauer
Michael Ramsauer (* 1970 in Oldenburg) ist ein deutscher Kunstmaler. Er lebt und arbeitet in Oldenburg und Bad Zwischenahn.

## Leben
Studium der Kunstgeschichte und Klassischen Archäologie an der Christian-Albrechts-Universität zu Kiel. Anschließend Studium der Malerei bei Jürgen Waller an der Hochschule für Künste in Bremen. Ramsauer erhielt 2004 den Förderpreis Malerei der Kulturstiftung der Öffentlichen Versicherungen Oldenburg und war 2009 Gast im „art-in-residence“-Atelier im Auswärtigen Amt in Berlin. 2008 erhielt er den Auftrag für das Altarbild der Kreuzkirche in Sandkrug.

## Werk
Ramsauers Werk zeichnet sich durch das ständige Ausloten der Grenzen der Malerei aus, wobei sich verschiedene Werkgruppen benennen lassen. Von Anfang an dominiert die sogenannte „wilde Malerei“, die sich durch einen pastos bewegten und expressionistischen Duktus charakterisiert. Doch auch reduzierte Darstellungen von skulptural anmutenden, schwarzen Figuren auf Leinwand sowie Experimente in altmeisterlicher Maltechnik, die zu malerischen Capricci führen, finden sich im Œuvre des Künstlers. Die Themen sind dabei vielfältig und zeugen von Ramsauers tiefreichender Kenntnis der europäischen Kunstgeschichte und Archäologie. Neben Schwimmern und Tauchern, Porträts und Landschaften beschäftigt sich Ramsauer immer wieder mit mythologischen und religiösen Sujets. Ein dabei ständig wiederkehrendes Motiv ist die Figur im Raum, anhand derer sich Ramsauer mit den grundsätzlichen formalen und kompositorischen Fragen der Malerei beschäftigt.
Ramsauer arbeitet auch als Bildhauer, so schuf er in den Jahren 2000 bis 2008 diverse Plastiken in Bronze.

## Ausstellungen (Auswahl)
- 2019 Landesmuseum für Kunst und Kulturgeschichte Oldenburg
- 2018 Galerie Tammen & Partner, Berlin
- 2016 Stadtmuseum Oldenburg
- 2016 Galerie Tammen & Partner, Berlin
- 2013 Kunsthalle Würth, Schwäbisch Hall
- 2013 Galerie Rosendahl, Thöne und Westphal, Berlin
- 2013 Museum für verwandte Kunst, Köln
- 2011 Galerie Rosendahl, Thöne und Westphal, Berlin
- 2011 Kunsthalle Cloppenburg
- 2010 Galerie Lake, Oldenburg
- 2010 Koreanisches Kulturzentrum, Botschaft der Republik Korea, Berlin

- 2010 Contemporary Istanbul, Tammen Galerie, Berlin
- 2009 Art-in-residence Atelier, Auswärtiges Amt, Berlin

- 2008 Galerie Schrade, Schloss Mochenthal
- 2008 Galerie Netuschil, Darmstadt
- 2007 Korean International Art Fair, Seoul (Tammen Galerie)
- 2006 Galerie Schrade & Blashofer, Karlsruhe
- 2006 Galerie Magnus Gerdsen, Hamburg
- 2005 Tammen Galerie, Berlin
- 2005 Badischer Kunstverein, Karlsruhe
- 2005 Galerie Kamp, Sylt
- 2004 Landesmuseum für Kunst und Kulturgeschichte Oldenburg
- 2003 Galerie Königsblau, Stuttgart
- 2002 Galerie Tammen & Busch, Berlin
- 2002 Galerie Herold, Hamburg
- 2001 Rebart Gallery, Vicenza
- 2000 Städtisches Museum, Gelsenkirchen
- 2000 Venice Design Art Gallery, Venedig
- 1997 Centre européen d’art contemporain, Vallauris
- 1997 Venice Design Art Gallery, Venedig

## Sammlungen
- Kunstsammlung des Willy-Brandt-Hauses, Berlin
- Sammlung Würth / Museum Würth, Künzelsau
- Sammlung Frisch, Berlin
- Sammlung Hurrle, Durbach
- Im Norden – Die Kunstsammlung der LzO
- Stadtmuseum Oldenburg